# Nội Giang

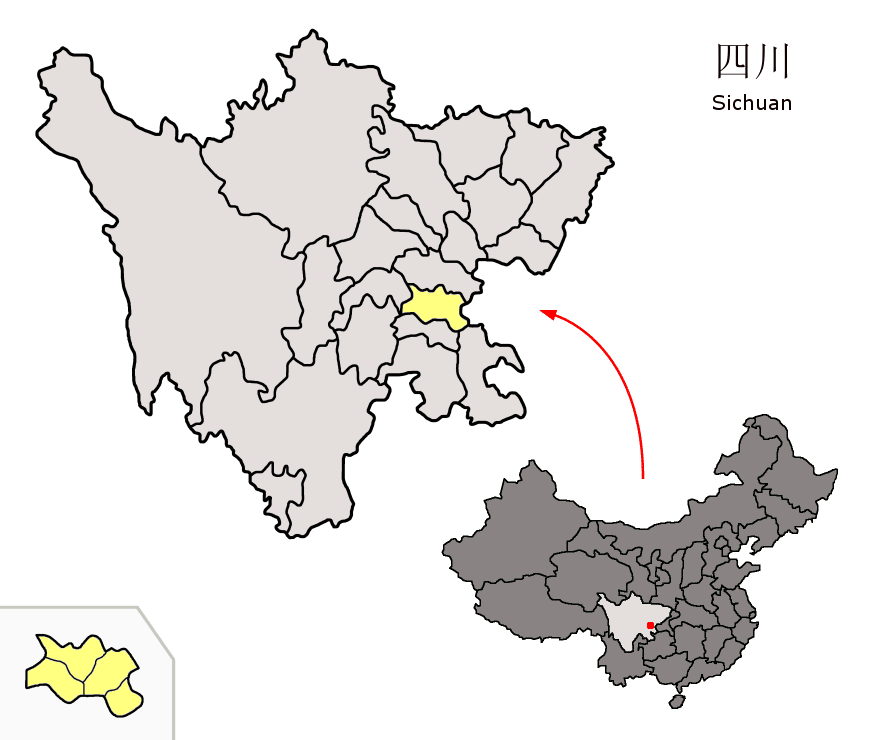
Vị trí của Nội Giang (vàng) trong Tứ Xuyên

Nội Giang (内江市) là một địa cấp thị thuộc tỉnh Tứ Xuyên, Cộng hòa Nhân dân Trung Hoa. Dân số 548.000 người.

## Các đơn vị hành chính
Địa cấp thị Nội Giang quản lý các đơn vị cấp huyện sau:

### Các quận nội thành
Các quận:
- Thị Trung (市中区)
- Đông Hưng (东兴区)

### Các thành phố cấp huyện
- Long Xương 隆昌市

### Các huyện
Các huyện:
- Tư Trung 资中县
- Uy Viễn 威远县